# Silber-Escolar
Vom Silber-Escolar (Promethichthys prometheus) gibt Lowe in seinen „Fishes of Madeira“ (1843; im Anschluss an Cuvier 1832) eine gute Darstellung. Der Fischmarkt von Funchal war im 19. Jh. – auf Grund günstiger unterseeischer Topographie und Strömungen und beginnender Langleinenfischerei – ein Mekka von Ichthyologen und Neugierigen mit Interesse an „Tiefseefischen“. Promethichthys zählt zu den Schlangenmakrelen und ist monotypisch (pacificus Seale 1906, wurde nicht als eigene Art anerkannt), mit Rexea nahe verwandt. Von ihr unterscheidet er sich im geschlechtsreifen Zustand allerdings durch das völlige Fehlen der Bauchflossen. Der Name bezieht sich auf Prometheus, den „Vordenker“ in der griechischen Mythologie, aber was für diese Bezugnahme ausschlaggebend war, ist unklar (vielleicht: "Selbstbehauptung trotz Schwäche"?). Wichtige Vernakularnamen sind (engl.) Roudi, catfish, (span.) conejo bzw. (portug.) coelho.

## Aussehen
Dieser bis meterlange, großäugige Fisch ist ziemlich kompress und „dünn, schlaff und glatt“. Der Kopf ist groß und spitz, das Maul tief gespalten und mit verschieden großen Zähnen bewehrt, je eine Reihe oben und unten. Die großen Zähne sind aber nicht (wie bei manch anderem Raubfisch, z. B. schon dem Hecht) umklappbar (außer wenn sie gerade als Ersatzzähne in ihre definitive Position rücken). Der Vomer ist ohne Zähne, die Palatine tragen je eine Reihe kleiner. Die Schuppen (völlig ausgebildet erst bei 20–25 cm Länge des Fisches) sind so klein und zart, dass man sie mit freiem Auge kaum sieht. Nur an der Seitenlinie sind sie deutlich (länglich); diese verläuft so ähnlich wie der vordere und untere Abschnitt der von Rexea (s.d.), aber weniger bogig.
Die Färbung ist ein lila bis schwarzblau irisierendes Silber mit dunkleren Stellen z. B. am Kopf, Rücken und den Flossen, die, anfangs gelblich, später immer dunkler werden.- Mund-, Kiemen- und Leibeshöhle sind schwarz ausgekleidet (diese Eigenheit findet sich, zumindest teilweise, oft bei Fischen – sie dürfte verhindern, dass Biolumineszenz von Verdauungsvorgängen nach außen dringt und im Dunkeln den Fisch „verrät“). Acht bis zehn kurze, dicke Pylorusschläuche.- Der erste Kiemenbogen hat auffallend lange, stachelige Kiemenreusen-Dornen.- Große, einfache Schwimmblase (bei etlichen anderen Gempylidae hingegen reduziert).
Flossenformel: D1 XVII-XIX, D2 I-II/17-19. A II-III/15-17 (alle Stacheln weich und biegsam, „versinken“ mit zunehmendem Alter z. T. in der Haut). D1 bei Larven noch segelartig hoch.- Hinter D2 und A schließen je zwei Flössel an (die undeutlich oder aber auch verlängert sein können). Dorsallappen der C mitunter etwas größer als der ventrale.- P (recht klein:) 13-15. V-Stachel bei den Larven noch lang, scheint später abzubrechen (Lowe vermutet sogar „durchs Bodenleben“!), bei Geschlechtsreife sind allenfalls noch Reste der V zu finden, die in der Haut versinken.

## Verhalten
Lowe schreibt, der Fisch (d. h. sein Prometheus atlanticus) heiße auf Madeira Coelho (< (lat.) cuniculus „Kaninchen“), und zwar weil er von der Angel gern den Köder, z. B. ein Stück Makrele (was übrigens beweist, dass er sich wie viele Räuber auch geruchlich orientiert) abbeiße und damit sofort „flüchte“. (Wie die Fischer von diesem Geschehen in der Tiefe Kenntnis erhalten konnten, bleibt dahingestellt – er lebt ja meist „in hundert bis vierhundert Faden“ nahe dem Grunde). Promethichthys lebt in 80-800 (vorwiegend 300-400) m Tiefe an Kontinentalhängen, Inseln und Unterwasserbergen bathy- bis mesopelagisch; in der Nacht steigt er meist auf. Er frisst Fische, Tintenfische und Garnelen und laicht ab einer Größe von ca. 40 cm (etwa bei den Kanaren und Madeira) im Sommer (Mai–Sept.); die Eier und Larven sind pelagisch.

## Verbreitung
weltweit zwischen 40°N (Südküste Englands) und 35°S (d. h., er erreicht nicht Südchile und Patagonien); im Südost-Pazifik nur über dem unterseeischen Salas-y-Gómez-Kamm. Fehlt im Mittel- und nördlichen Roten Meer. Obwohl er stellenweise häufig gefangen wird, ist er kein wichtiger Speise- oder Sportfisch; Lowe nennt sein Fleisch „fad, dünn und trocken“ und unbeliebt; allenfalls wird er geräuchert verkauft. Gelegentlich wird er auch verdächtigt, giftig zu sein ("Ciguatera").